# Aspisadder
De aspisadder (Vipera aspis) is een slang uit de familie adders (Viperidae).

## Naam en indeling
De soort kreeg van Carl Linnaeus in 1758 zijn eerste geldige wetenschappelijke naam: Coluber aspis. Het grote geslacht Coluber werd later opgesplitst in kleinere geslachten, waarbij de aspisadder in het geslacht Vipera werd geplaatst.

### Ondersoorten
Er zijn vijf ondersoorten, die verschillen in uiterlijk en verspreidingsgebied. Deze zijn onderstaand weergegeven, met de auteur en het verspreidingsgebied.
| Naam                       | Auteur         | Verspreidingsgebied                    |
| -------------------------- | -------------- | -------------------------------------- |
| Vipera aspis aspis         | Linnaeus, 1758 | Frankrijk, Zwitserland, Duitsland      |
| Vipera aspis atra          | Meisner, 1820  | Frankrijk, Zwitserland, Italië         |
| Vipera aspis francisciredi | Laurenti, 1768 | Zwitserland, Kroatië, Italië, Slovenië |
| Vipera aspis hugyi         | Schinz, 1833   | Italië                                 |
| Vipera aspis zinnikeri     | Kramer, 1958   | Spanje, Frankrijk                      |

## Verspreiding en habitat
Deze slang komt voor in Frankrijk, Duitsland, Spanje, Italië, Slovenië, Kroatië en Zwitserland. De habitat bestaat uit gematigde bossen en scrublands. Ook in door de mens aangepaste streken zoals akkers, weilanden, plantages, landelijke tuinen en stedelijke gebieden kan de slang worden gevonden. De soort is aangetroffen tot op een hoogte van ongeveer 3000 meter boven zeeniveau.
De biotoop bestaat uit steile heuvelruggen, vochtige bergstreken en bosranden met veel open plekken en vegetatie. Liefst met omgevallen boomstammen of stenen waar de slang onder kan schuilen, klimmen doet de aspisadder niet.

## Uiterlijke kenmerken
De kleur is grijsbruin tot roodbruin met meestal smalle donkere strepen op de rug die soms neigen naar een V-vorm. Achter het oog zit een lange donkere vlek met daaronder een witte streep, ook de buik en keel zijn wit. In Zwitserland, delen van Italië en Sicilië en Montecristo echter komen met grote regelmaat melanische exemplaren voor, dieren die geheel zwart zijn. Waarschijnlijk is dat gerelateerd aan de hoogte waarop ze voorkomen; als de lucht kouder wordt haalt de slang minder energie uit het zonlicht. Een donkere kleur echter heeft meer rendement waardoor dit 'hoogte-nadeel' wordt opgeheven en ze een voordeel hebben ten opzichte van andere soorten slangen. Een echte punt op de neus heeft deze soort niet, wel bredere opstaande randschubben waaraan de soort het best te herkennen is. De staart is kort, vooral bij de mannetjes die ook meer afstekende kleuren hebben dan de vrouwtjes. De lichaamslengte bedraagt maximaal 75 centimeter, de meeste exemplaren worden tot 60 cm lang.

## Giftigheid
De aspisadder is giftig, het gif wordt gebruikt om de prooi te doden zodat deze zonder veel tegenstand in een keer kan worden doorgeslikt. Het gif breekt weefsels af en vernietigt bloedcellen, dit wordt ook wel hemotoxisch gif genoemd. Volgens de legendes zou de Egyptische koningin Cleopatra met het gif van deze slang zelfmoord gepleegd hebben. Omdat deze soort niet in Egypte en omstreken voorkomt is het waarschijnlijker dat hiervoor een Egyptische cobra is gebruikt, waar in die tijd ook ter dood veroordeelden mee werden geëxecuteerd.

## Levenswijze
Op het menu staan zoogdieren, zoals knaagdieren en insecteneters. De vrouwtjes zetten geen eieren af maar zijn eierlevendbarend, de jongen komen levend ter wereld. Er komen vier tot 18 jongen per worp geboren die een lichaamslengte hebben van 18 tot 20 centimeter. De jongen eten voornamelijk insecten en hagedissen.

## Beschermingsstatus
Door de internationale natuurbeschermingsorganisatie IUCN is de beschermingsstatus 'veilig' toegewezen (Least Concern of LC).